# Guglielmo Tuttavilla
Guglielmo Tuttavilla (falecido em 1569) foi um prelado católico romano que serviu como bispo de Sarno (1548–1569).

## Biografia
A 27 de abril de 1548, Guglielmo Tuttavilla foi nomeado Bispo de Sarno durante o papado de Paulo III, onde serviu como bispo até à sua morte em 1569.